# Бойко, Евгений Иванович
Евгений Иванович Бойко (1909—1972) — советский психолог и психофизиолог, основатель научной школы, к которой принадлежат Т. Н. Ушакова, Н. И. Чуприкова и др.

## Биография
Родился 12 (25) декабря 1909 в Ельце. Его родители были медицинскими работниками.
В молодости работал монтёром на электростанции, занимался самообразованием. В 1929—1931 годы заочно учился на лингвистическом отделении Педагогического московского университета (2-го МГУ), в 1932 году экстерном сдал экзамены и получил диплом о высшем образовании в Московском институте новых языков. С 1931 по 1936 годы работал в Институте Маркса-Энгельса-Ленина при ЦК ВКП(б), стажировался в Институте мозга АМН СССР, с 1945 года — в Институте психологии АПН РСФСР.
Одним из побочных положительных результатов печально известной «павловской сессии» 1950 года было расширение исследований в сфере психофизиологии. Бойко возглавил лабораторию высшей нейродинамики при институте, исследовал проблему динамических временных связей между функциональными структурами психики. В 1952 году он возглавил лабораторию навыков, коллектив которой позднее и составил школу Бойко. Активно занимался изучением и усовершенствованием техники, используемой в психофизиологических экспериментах.
В 1961 году лаборатория закрыта, однако к этому времени Бойко и его ученики уже накопили достаточно большое количество результатов, по которым в 1963 году Бойко защитил докторскую диссертацию. В 1965 году лаборатория была восстановлена.
В последние годы Бойко интересовался кибернетикой, возможностью применения кибернетических моделей при изучении центральной нервной системы.
Умер 13 ноября 1972 года в Москве. Похоронен на Введенском кладбище (уч. 29)..